# 留美
留美（るみ、1976年3月5日 - ）は、日本の女優。ケイエムシネマ企画所属。

## 出演

### 映画
- 心霊（鈴木りえ）
- 四月物語（佐野さえこ）
- フレンチドレッシング（山田京子）
- ニンゲン合格（看護婦）
- 富江（吉成香織）
- PARTY7（看護婦）
- Departure（マリ）
- 生地獄
- あしたはきっと…（山田果菜）

### Vシネマ
- 新 第三の極道11 〜血塗られた仁義〜（2000年） - アキ
- 強奪（2000年） - 楊彩花

### テレビドラマ
- NHKドラマ館 オルガンの家で（織田みほ）
- チープラブ（優香）
- WATCH ファッション編（森田恵子）
- 女優・杏子（甲田愛）
- 土曜ワイド劇場 おとり捜査官 4（立花刑事）
- 渡る世間は鬼ばかり 41話（弘美）
- スカイハイ 第六死（由美）

### CM
- ウテナ プロカリテ
- キンレイ 鍋焼うどん

### ゲーム
- 街 〜運命の交差点〜（水曜日〈深町結衣〉）

### その他
- ナムコ・ナンジャタウン「蚊取り大作戦」解説VTR